# Algebra

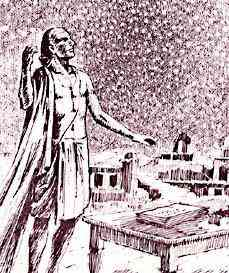
Aryabhata I. (476 – um 550), indischer Mathematiker, der die Zahl Null verwendete

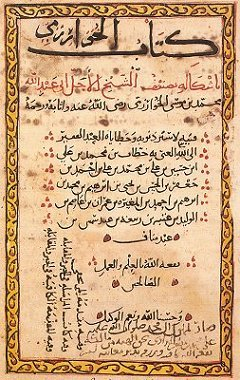
Eine Seite aus dem Buch al-Kitab al-Muchtasar fi hisab al-dschabr wa-l-muqabala

Die Algebra (von arabisch الجبر, DMG al-ǧabr „das Zusammenfügen gebrochener Teile“) ist eines der grundlegenden Teilgebiete der Mathematik; sie befasst sich mit den Eigenschaften von Rechenoperationen. Im Volksmund wird Algebra häufig als das Rechnen mit Unbekannten in Gleichungen bezeichnet (zum Beispiel {\displaystyle x+1=2}); die Unbekannten werden mit Buchstaben dargestellt. Als abendländischer Begründer der Algebra gilt der Grieche Diophantos von Alexandria, der irgendwann zwischen 100 v. Chr. und 350 n. Chr. gelebt haben muss.
Seine 13 Bücher umfassenden Arithmetica sind das älteste bis heute (teilweise) erhaltene Werk, in dem die algebraische Methode (also das Rechnen mit Buchstaben) verwendet wird.

## Geschichte

### Wortgeschichte
Der Begriff Algebra entstand aus dem Titel des Rechenlehrbuchs al-Kitāb al-muḫtaṣar fī ḥisāb al-ǧabr wa-ʾl-muqābala („Das kurz gefasste Buch über die Rechenverfahren durch Ergänzen und Ausgleichen“, entstanden um 825) des persischen Mathematikers und Universalgelehrten al-Chwarizmi, der im 9. Jahrhundert in Bagdad wirkte. 1145 entstand die erste lateinische Übersetzung von Robert von Chester, Liber algebrae et almucabola., die einen großen Einfluss auf die weitere Entwicklung der Mathematik in der Renaissance hatte. So verweist Cardano in seinem Werk Ars magna explizit auf al-Chwarizmi als den Erfinder der beschriebenen „Kunst“.
Mit al-ǧabr (von arab.: „das Ergänzen“ / „das Einrichten“) bezeichnete al-Chwarizmi in seinem Buch eine Methode, Gleichungen umzuformen, um derart insbesondere quadratische Gleichungen auf eine von sechs Gestalten zu transformieren, die dann mit geometrischen Überlegungen gelöst wurden. Aus „al-ǧabr“ entwickelte sich später das heutige Wort „Algebra“.
Al-Chwarizmi benötigte sechs Formen von quadratischen Gleichungen, weil er keine negativen Zahlen verwendete, wie es bereits der indische Mathematiker Brahmagupta in seinem 628 entstandenen Werk Brāhmasphuṭasiddhānta getan hatte. Wie viele andere Bücher waren die Werke von Brahmagupta und Diophant von islamischen Gelehrten ins Arabische übersetzt worden.

### Zeit der Babylonier
Bereits 2000 Jahre vor unserer Zeitrechnung waren die Babylonier in der Lage, Gleichungssysteme der Form
{\displaystyle {\begin{aligned}x+y&=p\\xy&=q\,,\end{aligned}}}
die äquivalent zu einer quadratischen Gleichung der Form {\displaystyle x^{2}+q=px} sind, zu lösen. Solche Gleichungen können irrationale Zahlen als Lösungen haben. Die Babylonier interessierten sich jedoch nicht für exakte Lösungen, sondern berechneten, meist mit Hilfe linearer Interpolation, ungefähre Lösungen. Auch befassten sich die Babylonier noch nicht mit negativen Zahlen. Eine der bekanntesten Tontafeln der Babylonier ist Plimpton 322, die zwischen 1900 und 1600 v. Chr. erstellt wurde. Sie listet pythagoreische Tripel, was bedeutet, dass die Babylonier bereits 1000 Jahre vor Pythagoras die Bedeutung dieser Zahlen kannten.

### Zeit der Ägypter
Die babylonische Algebra war weiter fortgeschritten als die ägyptische Algebra der gleichen Zeit. Während die Babylonier sich mit quadratischen Gleichungen befassten, untersuchten die Ägypter hauptsächlich lineare Gleichungen.
Der Papyrus Rhind, eine der wichtigsten Quellen für das heutige Wissen über die Mathematik im Alten Ägypten, wurde um 1650 v. Chr. von Ahmes aus einem älteren Werk übersetzt. In dem Papyrus werden lineare Gleichungen der Form {\displaystyle x+ax=b} und {\displaystyle x+ax+bx=c}, wobei {\displaystyle a}, {\displaystyle b}, und {\displaystyle c} bekannt sind und {\displaystyle x} die Unbekannte ist, mit geometrischen Methoden gelöst.

### Zeit der Griechen
Ebenso wie die Ägypter und Babylonier untersuchten auch die alten Griechen algebraische Gleichungen. Jedoch waren sie nicht nur an praktischen Fragestellungen interessiert, sondern sahen insbesondere in den frühen Phasen geometrische Fragestellungen als zentrales Teilgebiet ihrer Philosophie. Dies war der Beginn der Algebra und der Geometrie und damit der Mathematik als Wissenschaft. Die Terme algebraischer Gleichungen repräsentierten bei den Griechen Seiten, meist Strecken, geometrischer Objekte. Mittels Konstruktionsverfahren mit Zirkel und Lineal bestimmten sie Lösungen bestimmter algebraischer Gleichungen. Da die altgriechische Algebra also durch die Geometrie begründet wurde, spricht man von der geometrischen Algebra. In jüngster Zeit ist diese Interpretation jedoch umstritten. Das Konzept einer geometrischen Algebra der Griechen stammt von Hieronymus Zeuthen, und lange Zeit galt als bevorzugte Theorie, dass die Griechen ihre ursprünglichen Algebrakenntnisse von den Babyloniern hatten, nach der Entdeckung der Irrationalität bei den Pythagoräern jedoch in Form geometrischer Sätze kleideten (Bartel Leendert van der Waerden und andere). Kritik daran kam besonders von Philologen und Philosophen (Jacob Klein, Árpád Szabó, Sabetai Unguru mit einer bekannten Kontroverse in den 1970ern, Wilbur Richard Knorr).
Das zweite Buch von Euklids Elementen enthält eine Reihe von algebraischen Aussagen, die in der Sprache der Geometrie formuliert wurden. Euklid diskutierte unter anderem die Theorie der Flächenanlegung, die auf die Altpythagoreer zurückgeht. Mit dieser Methode kann man aus Sicht der modernen Algebra bestimmte lineare und quadratische Gleichungen mit einer Unbestimmten lösen. Im zehnten Buch der Elemente überlieferte Euklid einen Beweis der Irrationalität der Wurzel aus 2. Irrationale Größenverhältnisse waren auch schon den Pythagoreern (abseits ihres Zahlenbegriffs) bekannt, die auch Euklids Satz schon in allgemeinerer Form bewiesen hatten.
Diophantos von Alexandria gilt als der bedeutendste Algebraiker der Antike. Sein erstes und wichtigstes Werk, die Arithmetica, bestand ursprünglich aus dreizehn Büchern, von denen aber nur sechs überliefert sind. Mit diesem Werk löste er die Arithmetik und die Algebra, was die Betrachtung positiver, rationaler Lösungen von Problemen angeht, vollständig von der Geometrie ab. Auch unterschied sich die Mathematik von Diophantos von der der Babylonier, denn er war primär an exakten und nicht approximativen Lösungen interessiert.

## Klassische und moderne Algebra
In Europa kam in der frühen Neuzeit neben den Rechenbüchern auch eine höhere Arithmetik zur Darstellung, die von Cossisten betrieben wurde (symbolische Manipulation von Gleichungen). Die Lösung linearer und quadratischer Gleichungen wurde in Italien in der Renaissance (16. Jahrhundert) auf kubische und quartische Gleichungen erweitert (Scipione dal Ferro, Niccolò Tartaglia, Lodovico Ferrari, Gerolamo Cardano). Der Franzose François Viète (Viëta) ist ein wichtiger Begründer der Algebra und deren Anwendung auf die Geometrie mit konsequenter Verwendung von Variablen und Gleichungen zwischen diesen. Die Theorie der Gleichungen wurde im 18. Jahrhundert weiter ausgebaut (Leonhard Euler, Joseph-Louis Lagrange) und insbesondere auch die Lösung im Komplexen mit einbezogen. Vor allem bewies Carl Friedrich Gauß den Fundamentalsatz der Algebra (1799), der besagt, dass eine algebraische Gleichung {\displaystyle n}-ten Grades in {\displaystyle \mathbb {C} } genau {\displaystyle n} Lösungen hat. Algebra bestand damals weitgehend in der Untersuchung algebraischer Gleichungen der Form
{\displaystyle a_{n}x^{n}+a_{n-1}x^{n-1}+\dotsb +a_{1}x+a_{0}=0}
auf Eigenschaften ihrer Lösungen, weshalb man auch von klassischer Algebra spricht. Um 1830 entwickelte Évariste Galois (1811–1832) die Galoistheorie. Diese kann als der Beginn der modernen Algebra verstanden werden. Galois und unabhängig Niels Henrik Abel lösten das lange offene Problem der Lösung algebraischer Gleichungen von höherem als viertem Grad, wobei man unter Lösung damals die Darstellung durch die üblichen Rechenoperationen und Wurzelausdrücke („Radikale“ genannt) verstand, indem sie zeigten, dass dies ab dem fünften Grad im Allgemeinen nicht mehr möglich ist (Satz von Abel-Ruffini). Von Galois stammen in diesem Zusammenhang die Anfänge der Gruppentheorie (Permutationsgruppen, den abstrakten Gruppenbegriff führte später Arthur Cayley ein) und Körpertheorie (endliche Körper, auch Galois-Felder genannt, Körpererweiterungen). Die Gruppentheorie von Galois wurde insbesondere von Camille Jordan im 19. Jahrhundert ausgebaut mit Beiträgen von Otto Hölder (Satz von Jordan-Hölder) und anderen. Die Theorie kontinuierlicher Gruppen (Lie-Gruppen) wurde von Sophus Lie im 19. Jahrhundert begründet, mit Struktursätzen und Theorie der Lie-Algebren von Wilhelm Killing und Élie Cartan gegen Ende des 19. Jahrhunderts.
Weitere algebraische Strukturen kamen hinzu, wobei verschiedene Algebren teilweise geometrisch motiviert waren (Hermann Grassmann mit dem Vektor-Konzept und Grassmann-Algebra als Basis der Differentialformen von Élie Cartan, Quaternionen von William Rowan Hamilton, Clifford-Algebra nach William Kingdon Clifford, die auch erst viel später mit dem Spinorkonzept Bedeutung in den Anwendungen erlangte) oder aus der Logik kamen (Boolesche Algebra), teilweise auch einfach aus der Frage der Erweiterung der komplexen Zahlen (hyperkomplexe Zahlen, Divisionsalgebren, zu denen auch die Quaternionen gehören). Wichtige Klassifikationssätze zu Algebren waren der Satz von Wedderburn und der Satz von Frobenius.
Die Lineare Algebra entstand aus der Theorie der Matrizen und Determinanten (Augustin-Louis Cauchy, Cayley, James Joseph Sylvester). Die Erweiterung zur multilinearen Algebra (Tensorkonzept) begann Ende des 19. Jahrhunderts in der Differentialgeometrie (Gregorio Ricci-Curbastro, Tullio Levi-Civita) und Physik.
Die Darstellungstheorie insbesondere von Gruppen entwickelte sich ebenfalls ab Ende des 19. Jahrhunderts (Ferdinand Georg Frobenius, Issai Schur). Sie ist besonders für die Anwendungen der Gruppentheorie in den Naturwissenschaften wichtig, sowohl was endliche Gruppen betrifft, als auch was Lie-Gruppen betrifft (Darstellungstheorie von Elie Cartan mit dem Spinorkonzept, Hermann Weyl und anderen).
Die Idealtheorie wurde im 19. Jahrhundert von Richard Dedekind und Leopold Kronecker begründet (mit Anwendungen auf die Algebraische Zahlentheorie und Funktionenkörper). Von Dedekind stammen auch weitere wichtige Prinzipien der abstrakten Algebra (so die Auffassung der Galoisgruppe als Automorphismengruppe von Körpern, Konzepte von Ring und Modul). In der Schule von David Hilbert wurde die Theorie der Polynomideale (kommutative Ringe im Rahmen der kommutativen Algebra) begründet, mit wichtigen Beiträgen von Emmy Noether, Emanuel Lasker, Francis Macaulay und später weiter entwickelt von Wolfgang Krull. Von Ernst Steinitz wurde um 1909 die algebraische Theorie der Körper entwickelt. Von zentraler Bedeutung für die Entwicklung der modernen Algebra war die Schule von Emmy Noether in Göttingen, aus der das Standards setzende Lehrbuch Moderne Algebra von van der Waerden hervorging. Von hier aus gingen auch Anwendungen auf andere Gebiete aus wie die Topologie (algebraische Topologie) und die kommutative Algebra wurde zur Grundlage der algebraischen Geometrie. Weitere wichtige Vertreter der Algebra waren damals in Deutschland Emil Artin und Helmut Hasse.
Nach dem Zweiten Weltkrieg begann der Siegeszug einer weiteren Abstraktionsstufe (homologische Algebra, Kategorientheorie), sowohl in algebraischer Topologie (Samuel Eilenberg, Norman Steenrod, Saunders MacLane) als auch in algebraischer Geometrie (Alexander Grothendieck).
Ein Höhepunkt der Gruppentheorie war im 20. Jahrhundert die Vollendung der Klassifikation der endlichen einfachen Gruppen und die Entwicklung der Theorie unendlichdimensionaler Darstellungen zum Beispiel von Lie-Gruppen (Harish Chandra, Anwendung in der Quantentheorie und im Langlands-Programm).

## Algebra als Teilgebiet der Mathematik: Begriffsbestimmung und Gliederung
Die Inhalte und Methoden der Algebra haben sich im Laufe der Geschichte so stark erweitert, dass es schwierig geworden ist, den Begriff der Algebra in einer knappen Definition anzugeben. Im Folgenden werden einige Teilgebiete der Algebra und einige an die Algebra angrenzende, andere Teilgebiete erwähnt. Diese sind allerdings keineswegs scharf voneinander abgrenzbar.
- Die elementare Algebra ist die Algebra im Sinne der Schulmathematik. Sie umfasst die Rechenregeln der natürlichen, ganzen, gebrochenen und reellen Zahlen, den Umgang mit Ausdrücken, die Variablen enthalten, und Wege zur Lösung einfacher algebraischer Gleichungen.
- Die abstrakte Algebra ist eine Grundlagendisziplin der modernen Mathematik. Sie beschäftigt sich mit speziellen algebraischen Strukturen wie Gruppen, Ringen, Körpern und deren Verknüpfung.
- Die lineare Algebra behandelt das Lösen linearer Gleichungssysteme, die Untersuchung von Vektorräumen und die Bestimmung von Eigenwerten; sie ist Grundlage für die analytische Geometrie.
- Die multilineare Algebra untersucht im Gegensatz zur Tensoranalysis algebraische Eigenschaften von Tensoren und anderen multilinearen Abbildungen.
- Die kommutative Algebra befasst sich mit kommutativen Ringen sowie deren Idealen, Moduln und Algebren und ist eng mit der algebraischen Geometrie verzahnt.
- Die reelle Algebra untersucht algebraische Zahlkörper, auf denen eine Anordnung definiert werden kann. Weiter werden darauf positive Polynome untersucht.
- Die Computer-Algebra beschäftigt sich mit der symbolischen Manipulation algebraischer Ausdrücke. Einen Schwerpunkt bildet das exakte Rechnen mit ganzen, rationalen und algebraischen Zahlen sowie mit Polynomen über diesen Zahlenräumen. Auf der theoretischen Seite ist diesem Teilgebiet die Suche nach effizienten Algorithmen sowie die Ermittlung der Komplexität dieser Algorithmen zuzuordnen. Auf der praktischen Seite wurde eine Vielzahl von Computeralgebrasystemen entwickelt, die die rechnergestützte Manipulation algebraischer Ausdrücke ermöglichen.
- Die universelle oder allgemeine Algebra betrachtet ganz allgemein algebraische Strukturen.
- Die algebraische Geometrie untersucht Nullstellen von Systemen algebraischer Gleichungen.
- Die algebraische Zahlentheorie untersucht Fragestellungen der Zahlentheorie mit Hilfe von Methoden der Algebra.
- Die homologische Algebra beinhaltet Methoden, mit denen ursprünglich Fragestellungen der Topologie im Rahmen der algebraischen Topologie auf algebraische Sachverhalte zurückgeführt wurden.

### Zur Geschichte
- Heinz-Wilhelm Alten u. a.: 4000 Jahre Algebra. Springer-Verlag, Berlin/Heidelberg 2003, ISBN 3-540-43554-9, doi: 10.1007/978-3-540-85551-4.
- Yu. I. Merzlyakov & A. I. Shirshov: Algebra. In: Michiel Hazewinkel (Hrsg.): Encyclopedia of Mathematics. Springer-Verlag und EMS Press, Berlin 2002, ISBN 1-55608-010-7 (englisch, encyclopediaofmath.org).
- Bartel Leendert van der Waerden: A history of Algebra. Springer Verlag, 1985, ISBN 978-3-642-51601-6, doi:10.1007/978-3-642-51599-6
- Bartel Leendert van der Waerden: Die Algebra seit Galois. Jahresbericht DMV, Band, 68, 1966, S. 155–165 (online).

### Lehrbücher
- Michael Artin: Algebra. Prentice Hall, 1991.
- Jörg Bewersdorff: Algebra für Einsteiger: Von der Gleichungsauflösung zur Galois-Theorie. 2004, 6. Auflage, Wiesbaden 2019, ISBN 978-3-658-26151-1, doi:10.1007/978-3-658-26152-8.
- Siegfried Bosch: Algebra. 9. Auflage 2020, Springer-Verlag, ISBN 978-3-662-61648-2, doi:10.1007/978-3-662-61649-9.
- Gerd Fischer: Lehrbuch der Algebra. 4. Auflage, Wiesbaden 2017, ISBN 978-3-658-19217-4, doi:10.1007/978-3-658-19218-1.
- Christian Karpfinger, Kurt Meyberg: Algebra. Gruppen – Ringe – Körper. Spektrum Akademischer Verlag, Heidelberg 2009, ISBN 978-3-8274-2018-3, doi:10.1007/978-3-8274-2601-7.
- Serge Lang: Algebra. 3. Auflage, Graduate Texts in Mathematics, Springer-Verlag, 2002, ISBN 978-1-4612-6551-1, doi:10.1007/978-1-4613-0041-0
- B. L. van der Waerden: Algebra I, II. Springer-Verlag, Berlin 1993, ISBN 978-3-662-01514-8, ISBN 978-3-642-63446-8, doi:10.1007/978-3-662-01513-1, doi:10.1007/978-3-642-58038-3 (zuerst als Moderne Algebra, 1930, 1931).